# Droit serbo-bosnien
Le droit serbo-bosnien est le droit appliqué en république serbe de Bosnie au sein de la Bosnie-Herzégovine.

## Sources du droit

### Constitution
L'article 3 de la Constitution établit la répartition de compétences entre la république serbe de Bosnie et la Bosnie-Herzégovine.

### Normes internationales
La constitution autorise la république serbe de Bosnie a passé des accords avec les États de l’ex-Yougoslavie.

### Législation
Le droit serbo-bosnien couvre les domaines spécifiés à l'article 68 de la Constitution de la république serbe de Bosnie.

## Sources

## Compléments